# Banagher
Banagher (iriska: Beannchar, även Beannchar na Síonna) är ett samhälle i grevskapet Offaly på den östra sidan av floden Shannon, i provinsen Leinster på Irland. Vid samhället går en bro över Shannon till grevskapet Galway i Connacht. Namnet kommer från iriska och betyder Shannons vassa stenar (uppstickande stenar i Shannon finns på denna plats vid lågvatten). Banagher byggdes från början för att vara en plats där vakterna kunde hålla till för att vakta Shannonfloden.